# Anoxia desbrochersi
Anoxia desbrochersi är en skalbaggsart som beskrevs av Baraud 1980. Anoxia desbrochersi ingår i släktet Anoxia och familjen Melolonthidae. Inga underarter finns listade i Catalogue of Life.